# Contea di Manjimup
La contea di Munjimup è una delle dodici Local Government Areas che si trovano nella regione di South West, in Australia Occidentale. Essa si estende su di una superficie di circa 7.028 chilometri quadrati ed ha una popolazione di 9.773 abitanti.